# سامر شید (کنتاکی)
سامر شید (به انگلیسی: Summer Shade) یک منطقهٔ مسکونی در ایالات متحده آمریکا است که در شهرستان متکالف، کنتاکی واقع شده‌است. سامر شید ۲۷۳٫۱ متر بالاتر از سطح دریا واقع شده‌است.